# Arnaldo Ortelli
Pour les articles homonymes, voir Ortelli.
Arnaldo Ortelli est un footballeur international suisse, né le 5 août 1913 et mort le 27 février 1986 à Lugano. Il évolue au poste de défenseur au FC Lugano durant les années 1930 et 1940.
Il compte une sélection en équipe de Suisse et dispute la Coupe du monde 1934.

## Biographie
Durant sa carrière de club, il évolue dans le club tessinois du championnat suisse du FC Lugano, lorsque l'entraîneur suisse Heini Müller le convoque pour participer à la Coupe du monde 1934 en Italie, où la sélection parvient jusqu'en quart-de-finale.
Il est finaliste de la Coupe de Suisse en 1943. Le FC Lugano est battu sur le score de deux buts à un par le Grasshopper Club Zurich.